# Cecilia Paulson
Pour les articles homonymes, voir Paulson.
Cecilia Paulson est une ancienne skieuse alpine paralympique suédoise. Elle a représenté la Suède en ski alpin paralympique aux Jeux paralympiques d'hiver de 1998 et 2002. Elle est la gagnante de quatre médailles: deux d'argent et deux de bronze.

## Carrière

### Jeux paralympiques 1994
Prenant part aux Jeux paralympiques d'hiver de 1994 à Lillehammer dans la catégorie LW10-12, avec un temps de 1 min 43 s 07, Cecilia Paulson se classe sixième en super-G. Elle est devancée par les skieuses Sarah Will (1 min 26 s 67), Gerda Pamler (1 min 28 s 24), Stephanie Riche (1 min 37 s 99), Vreni Stoeckli (1 min 38 s 03) et Sandra Mittelholzer (1 min 41 s 62).

### Jeux paralympiques 1998
Quatre ans plus tard, à Nagano lors des Jeux paralympiques d'hiver de 1998, Paulson remporte deux médailles de bronze: d'une part, dans la compétition de super-G, avec un temps de 1 min 13 s 33 (l'or revient à Sarah Will en 1 min 09 s 49 et l'argent est décerné à Kuniko Obinata en 1 min 11 s 24). Et d'autre part dans la compétition de descente catégorie LW10-11 en 1 min 31 s 29 (avec sur le podium devant elle, Kuniko Obinata en 1 min 18 s 00 et Sarah Will en 1 min 19 s 02).

### Jeux paralympiques 2002
À Salt Lake City lors des Jeux paralympiques d'hiver de 2002, Paulson décroche deux médailles d'argent: tout d'abord dans le slalom spécial LW10-12; et également lors du slalom géant LW12). Elle se classe 4e dans les courses de super-G et de descente, toutes deux dans la catégorie LW10-12.

## Palmarès

### Jeux paralympiques
4 médailles:
- 2 médailles d'argent (slalom spécial LW10-12 et slalom géant LW12 à Salt Lake City 2002)
- 2 médailles de bronze (super-G LW10-11 et descente LW10-11 à Nagano 1998).